# Pikmin 2
 (septembre 2019).
Si vous disposez d'ouvrages ou d'articles de référence ou si vous connaissez des sites web de qualité traitant du thème abordé ici, merci de compléter l'article en donnant les références utiles à sa vérifiabilité et en les liant à la section « Notes et références ».
Pikmin 2 (ピクミン２) est un jeu de stratégie en temps réel, développé par Nintendo EAD et édité par Nintendo sur GameCube en 2004. Ce jeu fait suite à Pikmin, sorti en 2001 sur GameCube.
Pikmin 2 a été réédité sur Wii dans la collection Nouvelle façon de jouer !, permettant la prise en charge des fonctionnalités de reconnaissance de mouvements de la Wiimote. Shigeru Miyamoto a annoncé lors de l'E3 2008 qu'une suite était en développement. Cette dernière, titrée Pikmin 3, sort en 2013 sur Wii U.

## Trame
Pikmin 2 est la suite directe du premier jeu. Le capitaine Olimar, héros de l'opus précédent, est contraint de retourner sur la planète des Pikmins pour y collecter cette fois-ci des trésors. Il est accompagné d'un second personnage (Louie, puis le Président une fois la dette remboursée), ce qui permet au joueur de contrôler simultanément différents groupes de Pikmins.

### Scénario
Le jeu commence peu après les événements de Pikmin. Le capitaine Olimar, de retour sur sa planète, apprend que la société qui l'emploie, Hocotate Fret, est au bord de la faillite. Son vaisseau, le Dolphin, doit d'ailleurs être vendu. Le fautif est Louie, un nouveau collègue d'Olimar. Alors que Louie devait livrer une cargaison de carottes, celles-ci, selon les dires du Président d'Hocotate Fret, auraient été dévorées par un lapin vorace. Le capitaine Olimar, bouche bée, laisse tomber le souvenir qu'il a ramené pour son fils : une capsule de soda. L'analyseur de trésors du vaisseau de Louie effectue une étude de l'objet et estime sa valeur à 100 Pokos (la monnaie du jeu). Olimar et Louie sont aussitôt envoyés sur la planète des Pikmins pour ramener le plus de trésors possible afin de rembourser la dette de 10 000 Pokos.
De retour sur la planète, Olimar amorce un atterrissage dans la région de la Vallée du Repos. Leur vaisseau heurte malheureusement une branche et Louie est éjecté de son cockpit. Le joueur, contrôlant les deux personnages, doit alors les réunir en utilisant les premiers Pikmins rencontrés ici : les Pikmins rouges. Par la suite, Olimar et Louie vont découvrir les autres Pikmins, ainsi que deux nouvelles espèces : les Pikmins violets et les Pikmins blancs. Une fois suffisamment de trésors récoltés pour rembourser les 10 000 Pokos, le jeu semble s'achever. Olimar quitte alors la planète des Pikmins pour regagner Hocotate, ne se rendant compte qu'après le décollage qu'il vient d'abandonner Louie. Ce dernier, seul, explore le monde durant le défilement du générique de fin.
Après les crédits, Olimar retrouve le Président d'Hocotate Fret. La dette de leur société est remboursée, mais tous les deux décident de retourner sur le monde des Pikmins afin d'y trouver davantage de trésors. Louie étant porté disparu, c'est le Président lui-même qui sera le coéquipier d'Olimar. Le jeu reprend donc là où il s'était arrêté. Une quatrième et dernière région, la Terre des Promesses, est maintenant disponible en plus de celles précédemment explorées. C'est au fond de l'une des grottes de cette région, le Pays des Rêves, qu'Olimar et le Président retrouveront Louie. Ce dernier a été capturé par un Araknéak gigantesque : l'Araknéak Titan. Une fois ce boss défait et tous les trésors du jeu récupérés, l'aventure prend véritablement fin. Olimar, Louie et le Président font leurs adieux aux Pikmins et quittent une nouvelle fois la planète.

### Personnages

#### Olimar
Olimar, de retour sur la planète Hocotate après ses mésaventures du premier jeu, découvre que la société pour laquelle il travaille est sévèrement endettée. Comprenant que la planète des Pikmins possède des trésors qui pourront rembourser la dette, le Président d'Hocotate Fret charge Olimar et Louie d'y retourner. Au fil de l'histoire, on finit par apprendre qu'il a une femme, un fils et une fille (qui lui envoient des messages le soir), ainsi qu'un animal de compagnie, Bulbie.

#### Louie
Louie est le nouveau coéquipier du capitaine Olimar. C'est un personnage jouable, caractérisé par sa couleur bleue, au caractère assez trouillard et tête en l'air. La société Hocotate Fret est endettée par sa faute, car il a échoué à livrer une précieuse cargaison de carottes Pikpik dorées, et il accompagne Olimar en quête de trésors sur la planète des Pikmins. Louie est très proche de son grand-père, qui lui envoie des messages régulièrement, et l'a nourri exclusivement d'insectes lorsqu'il était petit.
Au cours du jeu, Louie est porté disparu. Olimar et le Président retournent sur la planète des Pikmins et le sauvent des griffes de l'Araknéak Titan (boss final de Pikmin 2). Dans une scène secrète, on apprend qu'en fait ce n'est pas un lapin qui a mangé les carottes, mais Louie lui-même, ce dernier ayant inventé cette histoire pour ne pas se faire virer.

#### Président d'Hocotate Fret
Le Président d'Hocotate Fret (connu sous le nom de Shocho au Japon, ce qui signifie Président) est le supérieur du capitaine Olimar et de Louie. Lorsque la dette n'est pas encore remboursée, on apprend par courrier qu'il est ruiné et vit caché sous un pont. Le seul membre connu de sa famille est sa femme, qui semble codiriger Hocotate Fret.
Une fois la dette réglée, le Président accompagne Olimar pour partir à la recherche de Louie et collecter d'autres trésors. Le Président se démarque par une combinaison noire et une lumière violette au bout de son antenne.

### Régions
Comme dans Pikmin premier du nom, le joueur peut choisir de passer sa journée dans l'une des différentes régions. Chaque région comporte de nombreux trésors à collecter, mais aussi des monstres et parfois des Pikmins à découvrir. Pikmin 2 ajoute au jeu un nouvel élément : les grottes, des donjons souterrains, composés de plusieurs sous-niveaux, avec à la clef des trésors et parfois un boss à affronter.
Quatre régions sont accessibles dans Pikmin 2 :
- Vallée du Repos : une région sur le thème de l'hiver, qui est la zone de départ du jeu. On y trouve les premiers Pikmins rouges, ainsi que trois grottes : Grotte Emergente (où sont découverts les Pikmins violets), Complexe Souterrain et Grotte des Confins.
- Forêt de l'Éveil : une région sur le thème du printemps. On y trouve les premiers Pikmins bleus, ainsi que quatre grottes : Gîte des Bêtes, Jardin Blanc (où sont découverts les Pikmins blancs), Royaume Bulblax et Gîte Snabrek. Cette région est basée sur la Forêt de l'Espoir, du premier jeu Pikmin.
- Source Troublante : une région, en grande partie aquatique, sur le thème de l'été. On y trouve les premiers Pikmins jaunes, ainsi que quatre grottes : Fort des Toiles, Grande Cuisine, Salle Aqua et Fort Submergé. Cette région est basée sur la Source Lointaine du premier jeu.
- Terre des Promesses :  la dernière région du jeu, sur le thème de l'automne, accessible une fois que la dette de 10 000 Pokos a été remboursée. On y trouve trois grottes : Grotte du Chaos, Grotte des Héros (la plus longue du jeu, constituée de quinze sous-niveaux) et Pays des Rêves (où Louie est détenu par l'Araknéak Titan). Cette région est une version étendue du Site du Crash, où le capitaine Olimar s'était écrasé dans le premier jeu Pikmin.

## Système de jeu

### Généralités
Le jeu reprend en grande partie le gameplay de Pikmin, en retirant le principe du temps limité. Le joueur dirige Olimar, un personnage de la taille d'un insecte. Olimar s'aide des Pikmins, créatures qui lui obéissent et qui ont diverses capacités qui dépendent de leur couleur : ils peuvent combattre, être lancés dans des endroits inaccessibles et porter des objets.
De nouveaux types de Pikmin apparaissent dans cet épisode. Les blancs, qui empoisonnent l'ennemi lorsqu'ils sont mangés, qui résistent aux poisons et qui peuvent détecter les objets cachés sous terre ; et les violets, qui sont dix fois plus lourds et dix fois plus forts que les autres Pikmins. Un nouveau personnage nommé Louie fait son apparition. Grâce à lui, le joueur peut contrôler deux groupes de Pikmin séparément (le joueur pourra, plus tard dans le jeu, contrôler un autre personnage, le Président d'Hocotate Fret).
Des baies permettent de créer des sprays afin d'immobiliser temporairement l'ennemi (Spray amer, violet) ou d'augmenter la puissance d'attaque et la vitesse de déplacement des Pikmins (spray acide, rouge) temporairement également. Les jours sont illimités (dans la 1re version, la partie en était limitée à 30). Il y a 201 trésors à collecter. Les grottes souterraines font également leur apparition avec leur lot d'ennemis. Dans cet épisode, Olimar doit trouver des trésors pour rembourser les dettes de la compagnie dans laquelle il est employé. Les trésors sont en fait des objets assez banals venant de la Terre, comme : un gant, une batterie, une cannette de boisson gazeuse, etc. Certains trésors font référence à des jeux vidéo ou des consoles de Nintendo (par exemple un Game and Watch). Tous les trésors et les ennemis rencontrés sont ensuite disponibles dans le menu, avec un petit commentaire d'Olimar.

### Multijoueur
L'une des nouveautés de Pikmin 2 est j'ajout d'un mode multijoueur, qui permet à deux joueurs de s'affronter ou coopérer.

#### Mode Challenge
Le Mode Challenge est disponible à un ou deux joueurs (comme la coopération augmente l'efficacité, les scores du mode solo et du mode coopératif sont enregistrés séparément). En cas de coopération, le premier joueur contrôle Olimar sur l'écran du haut et le second incarne Louie sur celui du bas.
L'objectif est ici de terminer des grottes le plus rapidement possible, tout en récupérant un maximum de Pokos (à l'aide de trésors et d'ennemis vaincus), afin d'obtenir le plus gros score possible. Il faut trouver une clef pour ouvrir l'accès à chaque sous-niveau suivant. Dans le dernier, il est nécessaire de déterrer le geyser qui permet de s'échapper et mettre fin au défi.
Trente défis différents sont proposés, chacun avec un nombre de Pikmins et de sprays spécifiques au départ, ainsi qu'un enchaînement de sous-niveaux chronométrés prédéterminés.

#### Bataille 2 joueurs
Le mode Bataille 2 joueurs permet à deux joueurs de s'affronter pour ramasser le plus de billes possible dans des environnements ressemblant à des grottes. Les joueurs peuvent se battre l'un contre l'autre en utilisant leur propre armée de Pikmins. Le premier joueur contrôle Olimar et les Pikmins rouges, tandis que le second incarne Louie et les Pikmins bleus. Dix arènes sont disponibles, rappelant les différents environnements des grottes de la campagne du jeu.
Lorsqu'un joueur trouve une cerise et la rapporte à son Oignon, il obtient un pouvoir spécial aléatoire qu'il peut utiliser lorsqu'il le souhaite avec la touche Y. Ce pouvoir peut prendre la forme d'un spray, de Pikmins supplémentaires, d'un ennemi apparaissant près de l'Oignon adverse ou encore faire revenir la bille de son camp (rouge ou bleu) à son Oignon.
Il est possible de remporter la victoire de plusieurs manières :
- Ramener quatre billes jaunes à son Oignon, sur les sept réparties aléatoirement dans l'arène.

- Voler la bille aux couleurs de l'adversaire. Celle-ci se trouve au départ dans chaque camp, et ne peut pas être transportée par les Pikmins qui portent sa couleur (seul un pouvoir spécial permet de la ramener à son Oignon)

- L'adversaire subit une extinction de Pikmins.

- Le capitaine adverse est à terre.

## Accueil
L'accueil critique autour de Pikmin 2 est globalement très positif, en Europe comme dans le reste du monde. Les résultats commerciaux sont néanmoins jugés légèrement décevants à sa sortie aux États-Unis, qui peut en partie  s'expliquer par un calendrier de sortie très chargé à l'époque : à quelques jours d'intervalle sortaient également les Pokémon Rouge Feu et Vert Feuille ainsi que le premier jeu Fable, qui de très gros succès sur le continent américain.
Pikmin 2 reste néanmoins l'un des jeux les plus populaires de la Gamecube, et son remake sur Nintendo Wii sorti en 2009 restera l'épisode le plus vendu de la série jusqu'à la sortie de Pimin 4 en 2023,.

## Postérité
Pikmin 2 est suivi par Pikmin 3 sorti en 2013 sur Wii U. Le joueur prend le contrôle de trois personnages qui peuvent être envoyés automatiquement à divers endroits à l'aide de la carte qui est affichée sur l'écran de la manette de la console, le Wii U GamePad. Aussi, le jeu introduit deux nouveaux types de Pikmins. Pikmin 2 bénéficie d'un portage sur Wii dans la gamme Nouvelle Façon de jouer ! le 24 avril 2009 en Europe et le 10 juin 2012 en Amérique du Nord. Cette version du jeu devient disponible en téléchargement sur Wii U en 2016. Une version remastérisée du jeu sort le 21 juin 2023 sur Nintendo Switch, disponible en version dématérialisée dans la boutique du Nintendo eShop. La version physique du jeu est disponible depuis le 22 septembre 2023 dans le monde.